# Taznéievo
Taznéievo (en rus: Тазнеево) és un poble de la República de Mordòvia, a Rússia, segons el cens del 2010 tenia 127 habitants, pertany al municipi de Kirjemani.